# Den hvide Araberpige
Den hvide Araberpige (originaltitel A Cafe in Cairo) er en amerikansk stumfilm fra 1924 af Chester Withey.

## Medvirkende
- Priscilla Dean som Naida
- Robert Ellis som Barry Braxton
- Carl Stockdale som Jaradi
- Evelyn Selbie som Batooka
- Harry Woods som Kali
- John Steppling som Tom Hays
- Marie Crisp som Rosamond
- Carmen Phillips som Gaza
- Larry Steers som Alastair-Ker
- Ruth King som Evelyn
- Vincente Orona som Sadek